# Stade olympique voironnais
Maillots
Actualités
Le Stade olympique voironnais , couramment abrégé en SOV, est un club français de rugby à XV situé à Coublevie dans le canton de Voiron en Isère.

## Historique

### Prémices du rugby à Voiron
| Union athlétique voironnaise (1900-1918) | Union athlétique voironnaise (1900-1918) | Union athlétique voironnaise (1900-1918) | Union athlétique voironnaise (1900-1918) | Union athlétique voironnaise (1900-1918) | Union athlétique voironnaise (1900-1918) |  |  | Union cycliste voironnaise (1908-1918) | Union cycliste voironnaise (1908-1918) | Union cycliste voironnaise (1908-1918) | Union cycliste voironnaise (1908-1918) | Union cycliste voironnaise (1908-1918) | Union cycliste voironnaise (1908-1918) |  |  |  |  |  |  |  |  |  |  |  |  |
| Union athlétique voironnaise (1900-1918) | Union athlétique voironnaise (1900-1918) | Union athlétique voironnaise (1900-1918) | Union athlétique voironnaise (1900-1918) | Union athlétique voironnaise (1900-1918) | Union athlétique voironnaise (1900-1918) |  |  | Union cycliste voironnaise (1908-1918) | Union cycliste voironnaise (1908-1918) | Union cycliste voironnaise (1908-1918) | Union cycliste voironnaise (1908-1918) | Union cycliste voironnaise (1908-1918) | Union cycliste voironnaise (1908-1918) |  |  |  |  |  |  |  |  |  |  |  |  |
|                                          |                                          |                                          |                                          |                                          |                                          |  |  |                                        |                                        |                                        |                                        |                                        |                                        |  |  |  |  |  |  |  |  |  |  |  |  |
|                                          |                                          |                                          |                                          | Voiron olympique club (1918-1947)        |                                          |  |  |                                        |                                        |                                        |                                        |                                        |                                        |  |  |  |  |  |  |  |  |  |  |  |  |
|                                          |                                          |                                          |                                          |                                          |                                          |  |  |                                        |                                        |                                        |                                        |                                        |                                        |  |  |  |  |  |  |  |  |  |  |  |  |
|                                          |                                          |                                          |                                          | Stade olympique voironnais (1947-)       |                                          |  |  |                                        |                                        |                                        |                                        |                                        |                                        |  |  |  |  |  |  |  |  |  |  |  |  |

La naissance du rugby à Voiron avec l'Union athlétique voironnaise date du 20 février 1900.
Voiron vit souvent dans l’ombre de ses concurrents régionaux, Grenoble et Romans les premières années de son existence. Toutefois, remplaçant le Stade grenoblois, forfait, il joue un huitième de finale de championnat de France en 1906, qu’il perd face au FC Lyon, là aussi par forfait.
Ensuite l'Union cycliste voironnaise verra le jour en 1908.
Ces deux clubs vont fusionner sous le nom de Voiron olympique club en 1918.
À partir des années 1920, le dispute le championnat de France honneur (2e division) puis Promotion (3e division) et après la seconde guerre mondiale, Voiron descend jusqu’au niveau régional.
Géo Martin entraîne le Voiron olympique club (VOC) et Noël Perrot-Berton, le propriétaire d’Antésite installe le rugby à "Plan Menu" sur la commune de Coublevie.

### Création du SO Voiron
Le Stade olympique voironnais (SOV) sera créé en 1947, il voit une accession en troisième division en 1956, puis en deuxième division en 1961.
Il se qualifie régulièrement pour les phases finales du championnat, battu en seizième de finale par le Stade foyen en 1969 puis le Lyon OU en 1970.
L'ancien demi de mêlée international Pierre Lacroix rejoint alors le club mais il échoue à se qualifier deux années consécutives.
Après deux saisons plus difficiles, l'équipe est renforcé par le demi de mêlée de France B Robert Crébier qui remplace Pierre Lacroix qui prend sa retraite.
Il retrouve le chemin de la qualification mais échoue contre Langon en 1973 et par les Gersois de Mauvezin en 1975 toujours en seizième de finale.
Il échoue même sur la dernière marche avant la montée en première division, battu en huitième de finale par Saint-Jean-de-Luz en 1968 puis par Chateaurenard  en 1974, avant d’accéder enfin à la première division groupe B en 1976.
Pour sa première expérience en première division, il réussit l’exploit de s’imposer sur le terrain de Grenoble en 1978 mais redescendra en deuxième division la saison suivante, devancé de peu par Saint-Girons.
Le club connaît son âge d’or entre le fin des années 1980 et le début des années 1990, évoluant 2 saisons en première division groupe A.
Vice-champion de France de première division groupe B en 1986, Voiron accède au groupe A pour la saison 1987.
L'année suivante le Championnat est porté à 80 clubs groupés initialement en seize poules de cinq. Les deux premiers de chaque poule (soit 32 clubs) forment alors le groupe A et se disputent le Bouclier de Brennus. Les autres forment alors le groupe B et après une première phase de brassage, le club renforcé notamment par le Grenoblois Gilles Claret réussi l'exploit de battre le Racing CF alors vice-champion de France dans son stade Géo Martin mais ne se maintient pas en groupe A, devancé par Bègles 1er, le Racing CF, 2e mais aussi Villefranche de Lauragais 3e.
En 1989, Voiron reste en groupe B où il termine 3e de son groupe.
Il est ensuite éliminé par Albi 6-4 en seizième de finale.
En 1990 après avoir notamment éliminé le Stade montois lors de la phase de brassage, Voiron retrouve le groupe A mais termine alors dernier de sa poule.
L'année suivante, le SOV est devancé lors de la phase de brassage par Béziers et Oloron et redescend en groupe B.
En 1992, il manque le retour en élite battu en barrage par le Stade bordelais 9-3.
L’année suivante, il est battu de peu encore (20-18) par le Stade rochelais en huitième de finale.
Après 3 dernières saisons en groupe B, il descend en fédérale 2 en 1996-1997.

## Identité visuelle

### Logo

Évolution du logo
Logo abandonné en 2024.
Logo instauré en 2024.

## Palmarès

### Détail du palmarès
| Compétitions nationales                                                                          | Compétitions jeunes                                                              |
| - Champion de France Excellence B : 2014 - Vice-champion de France 1ère division Groupe B : 1986 | - Finaliste Coupe Jules Coulon Cadets A : 1960 - Finaliste Coupe Cadets B : 1991 |

### Finales disputées
| Date de la finale | Vainqueur    | Score   | Finaliste | Lieu de la finale           |
| ----------------- | ------------ | ------- | --------- | --------------------------- |
| 18 mai 1986       | SC Angoulême | 22 - 17 | SO Voiron | Stade Louis-Darragon, Vichy |

### Bilan saison par saison
| Saison    | Niveau | Championnat | Classement | Phase finale                                           | Titres |
| --------- | ------ | ----------- | ---------- | ------------------------------------------------------ | ------ |
| 2007-2008 | 5      | Fédérale 3  | 2e/10      | Éliminés en 1/2 finales - Promotion en Fédérale 2      | -      |
| 2008-2009 | 4      | Fédérale 2  | 10e/12     | Relégation en Fédérale 3                               | -      |
| 2009-2010 | 5      | Fédérale 3  | 1er/10     | Éliminés en 1/16es de finale - Promotion en Fédérale 2 | -      |
| 2010-2011 | 4      | Fédérale 2  | 9e/12      | Relégation en Fédérale 3                               | -      |
| 2011-2012 | 5      | Fédérale 3  | 5e/10      | -                                                      | -      |
| 2012-2013 | 5      | Fédérale 3  | 4e/10      | Éliminés en 1/16es de finale                           | -      |
| 2013-2014 | 5      | Fédérale 3  | 5e/10      | -                                                      | -      |
| 2014-2015 | 5      | Fédérale 3  | 6e/10      | -                                                      | -      |
| 2015-2016 | 5      | Fédérale 3  | 1er/10     | Éliminés en 1/2 finales - Promotion en Fédérale 2      | -      |
| 2016-2017 | 4      | Fédérale 2  | 7e/9       | -                                                      | -      |
| 2017-2018 | 4      | Fédérale 2  | 3e/12      | Éliminés en 1/16es de finale                           | -      |
| 2018-2019 | 4      | Fédérale 2  | 5e/12      | -                                                      | -      |
| 2019-2020 | 4      | Fédérale 2  | 5e/12      | Compétition suspendue puis annulée                     | -      |
| 2020-2021 | 5      | Fédérale 2  | 2e/12      | Compétition suspendue puis annulée                     | -      |
| 2021-2022 | 5      | Fédérale 2  | 4e/12      | Éliminés en barrages d'accession                       | -      |

## Personnalités

### Joueurs emblématiques
- Pierre Lacroix (international français avec 27 sélections)
- Philippe Bonnet-Gros
- Jean Nemoz
- Georges Martin
- Frank Reboud
- Alim Hallou
- Bernard Vacchino
- Gilles Claret
- Patrick Trautmann
- Jean-Philippe Rey
- Pascal Villard
- Jean-Yves Morel
- Lionel Enselmoz
- Franck Rimet
- Jérôme Dhien
- Pierre Raschi

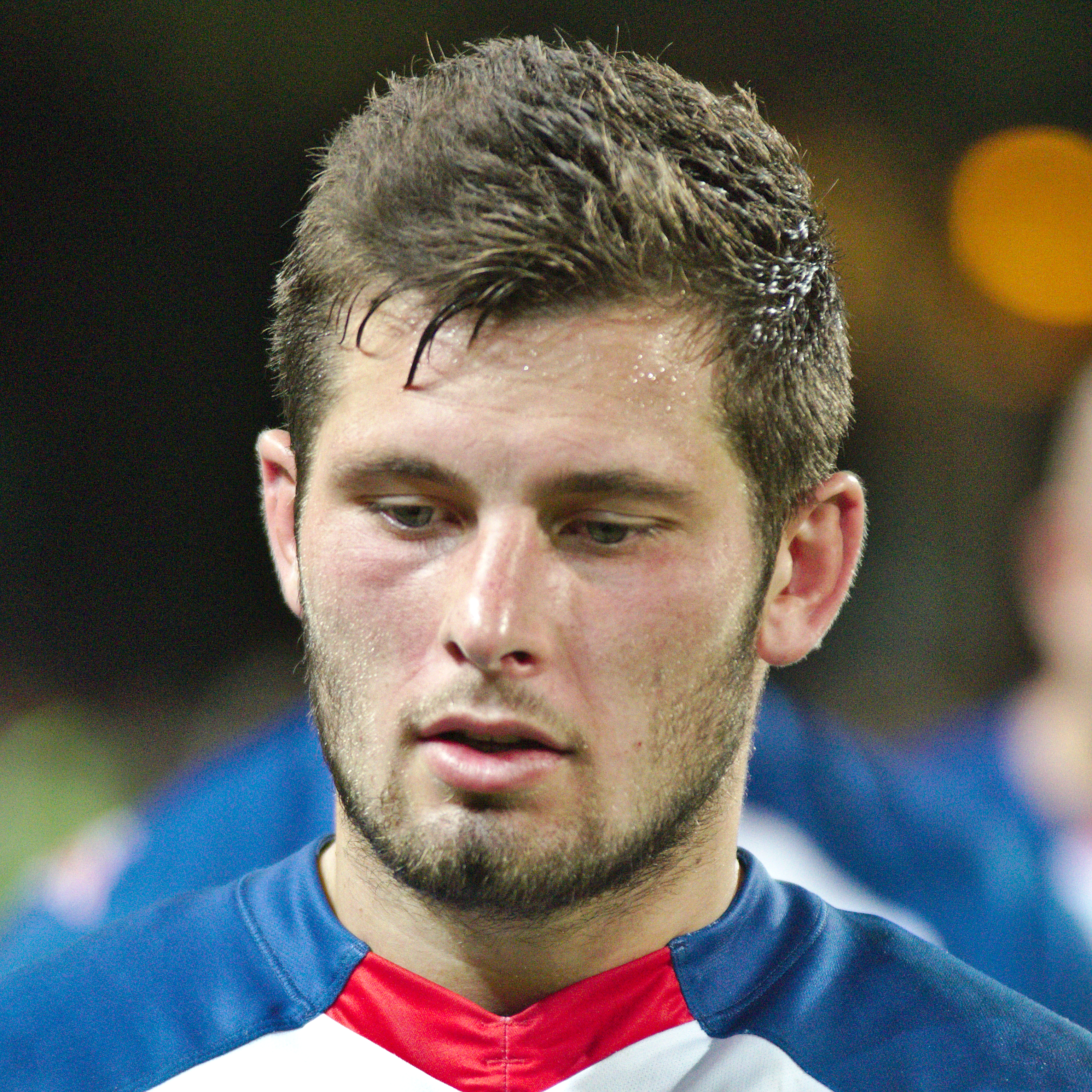
Jordan Michallet
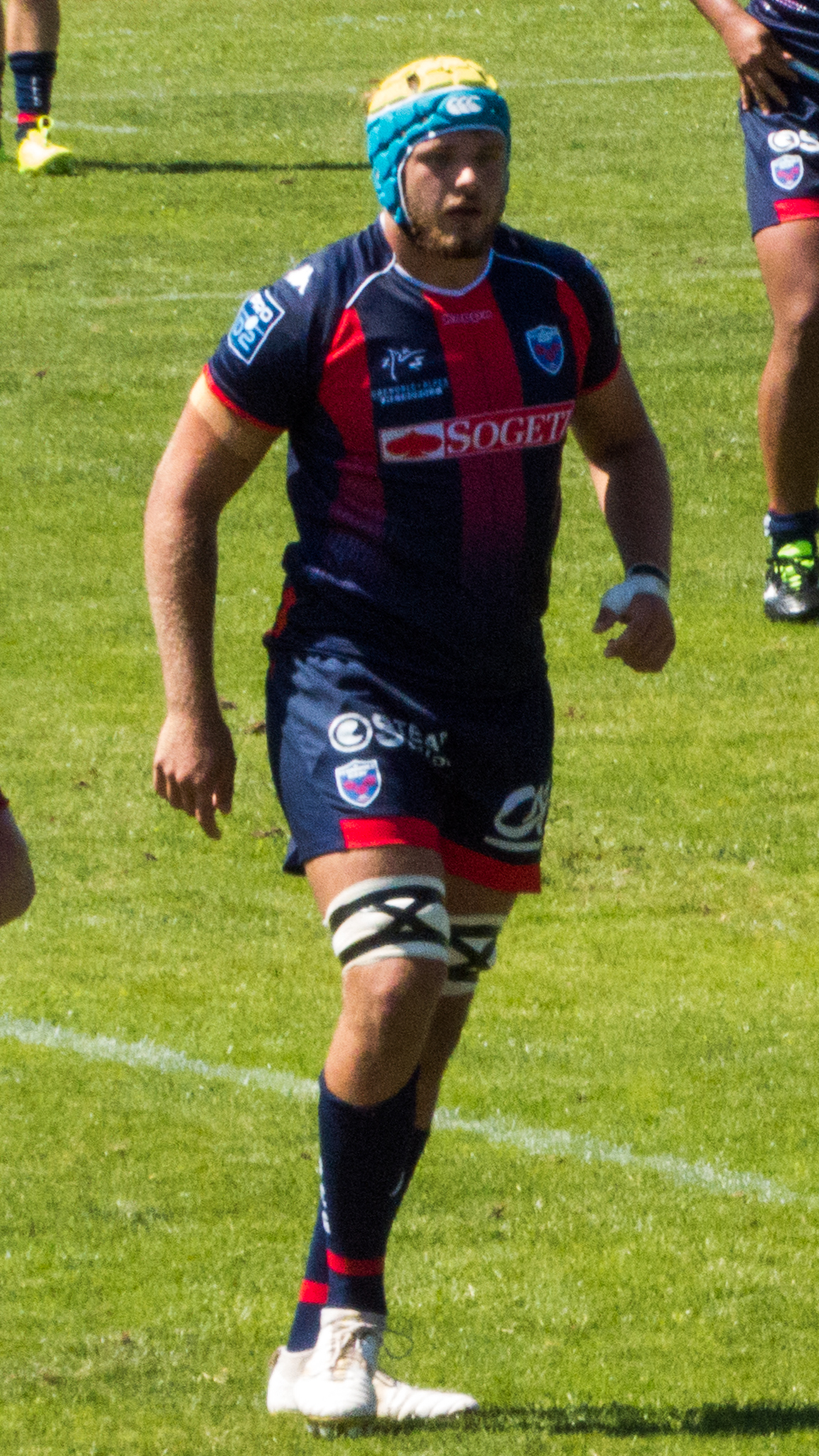
Mickaël Capelli
- Thibaut Martel
- Mathis Sarragallet
- Christophe Pras
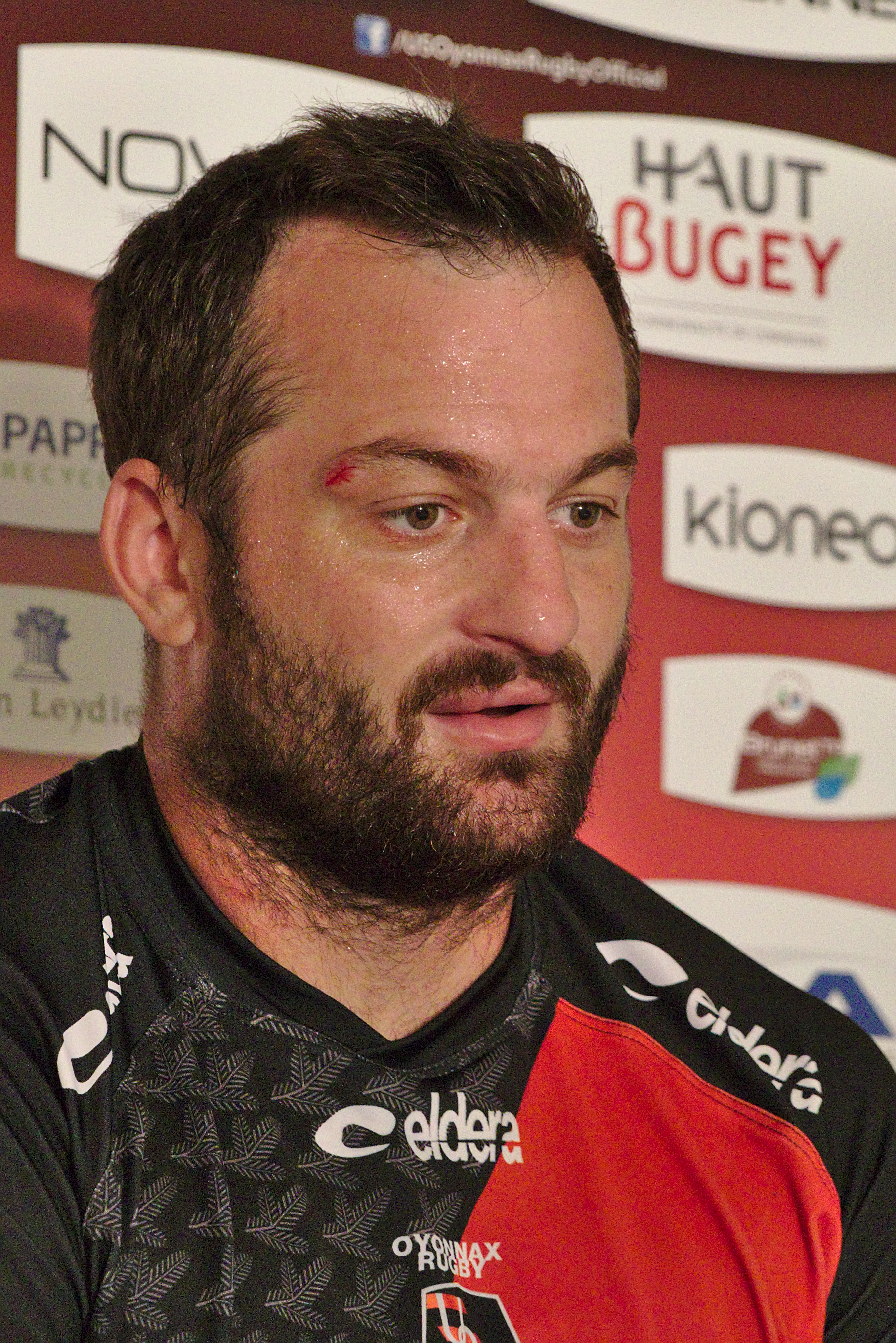
Florian Faure
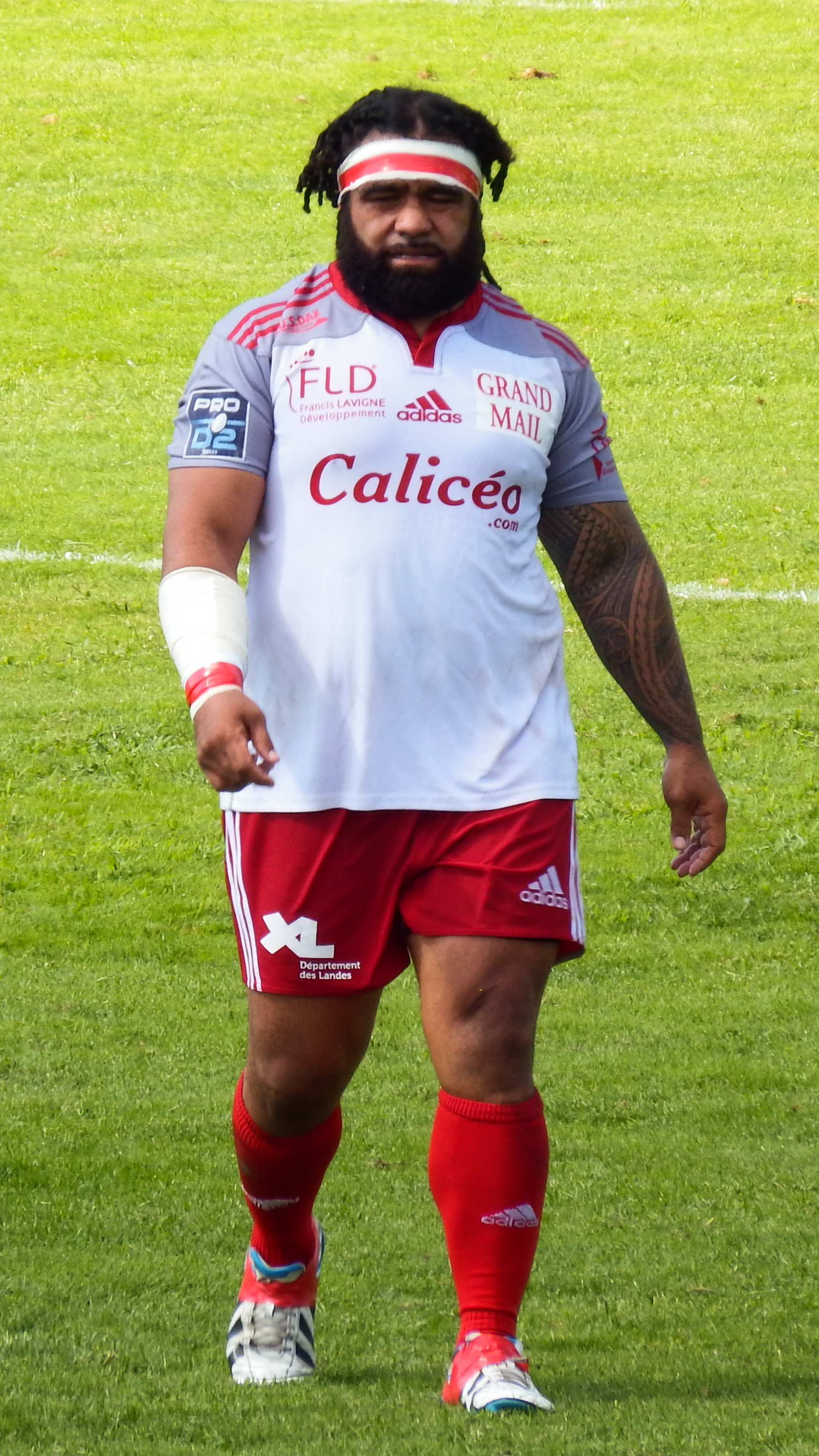
James Lakepa
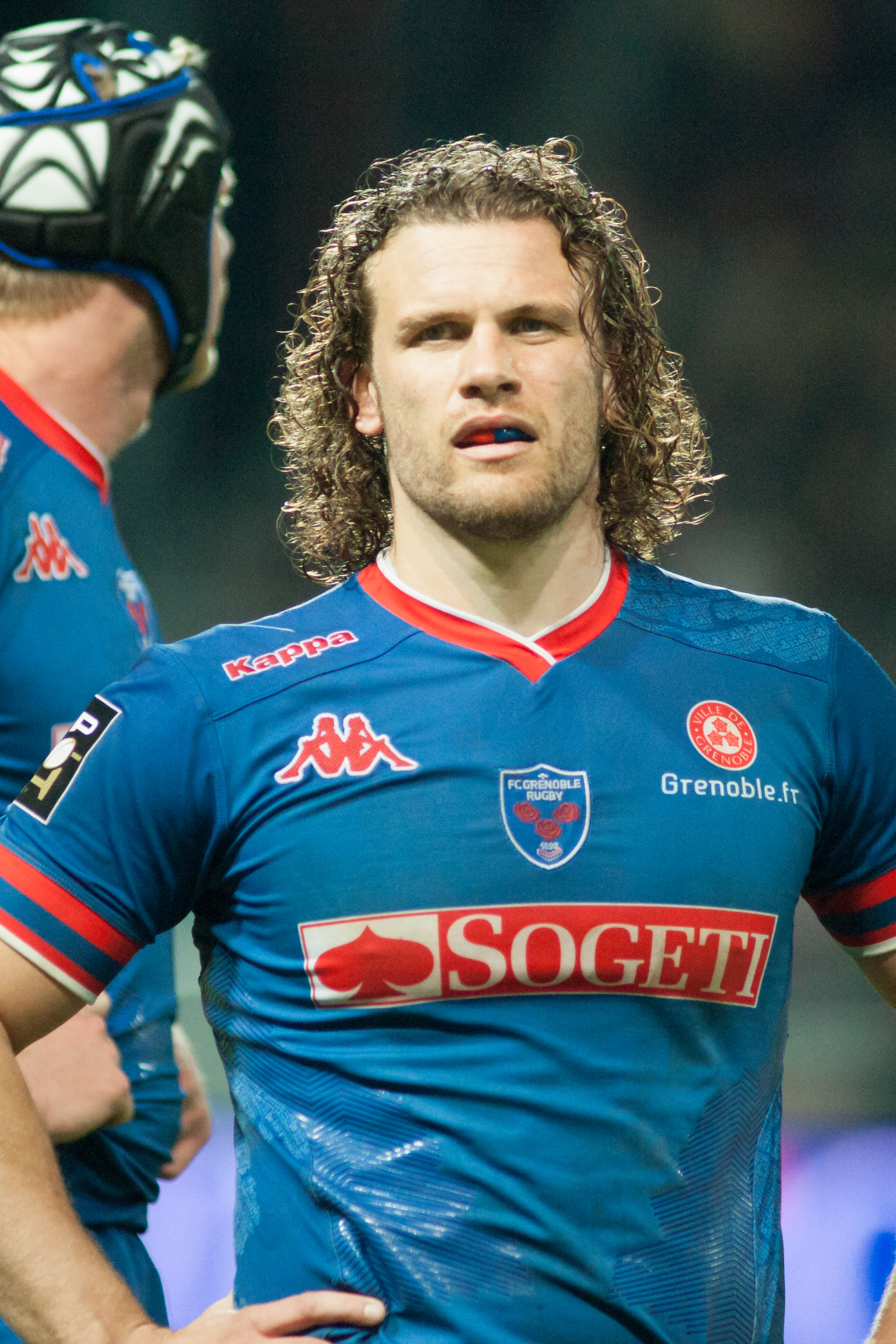
Fabien Alexandre
- Claude Mognol
- Clément Gelin
- Alexandre Dardet
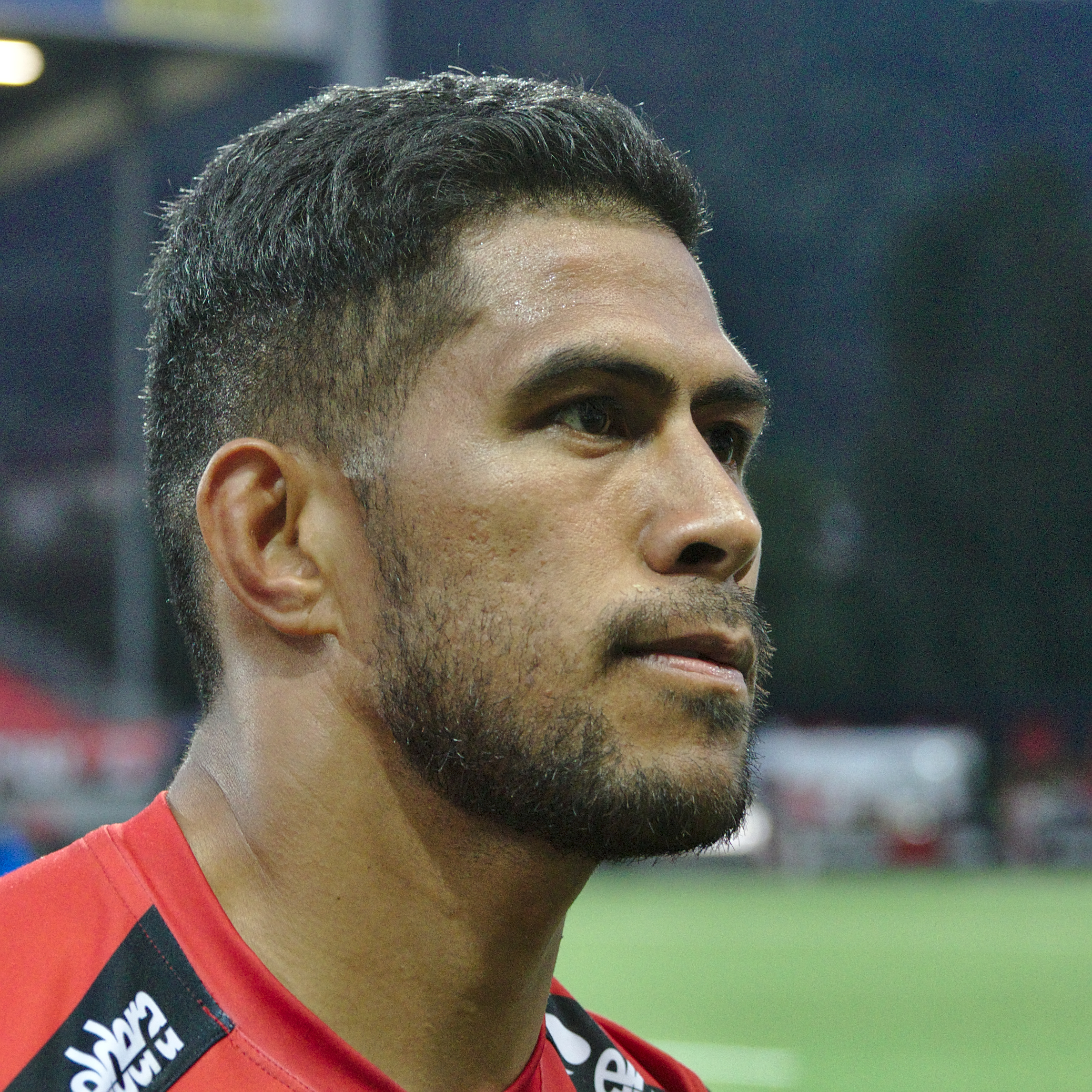
Alaska Taufa

- Jordan Michallet
- Mickaël Capelli
- Florian Faure
- James Lakepa
- Fabien Alexandre
- Alaska Taufa

### Entraîneurs
- Jean Liénard (1958-1962)
- Patrick Bernard (1983-1986)
- Philippe Bonnet-Gros (1987-)
- Bruno Delage (1987-)
- Jean Nemoz
- Georges Martin
- Jean-Michel Gafforini et  Alain Gély (1993-1995)
- Patrice Poulet et  Alain Graz (1995-1996)
- Jean-Philippe Rey
- Thierry Picard
- Éric Ferruit (2017-)